# Schizopygopsis malacanthus
Schizopygopsis malacanthus és una espècie de peix cipriniforme de la família dels ciprínids que es troba a la Xina.